# Region Helsinki

Karte: Die Hauptstadtregion (dunkelorange) und die Region Helsinki (hellorange).

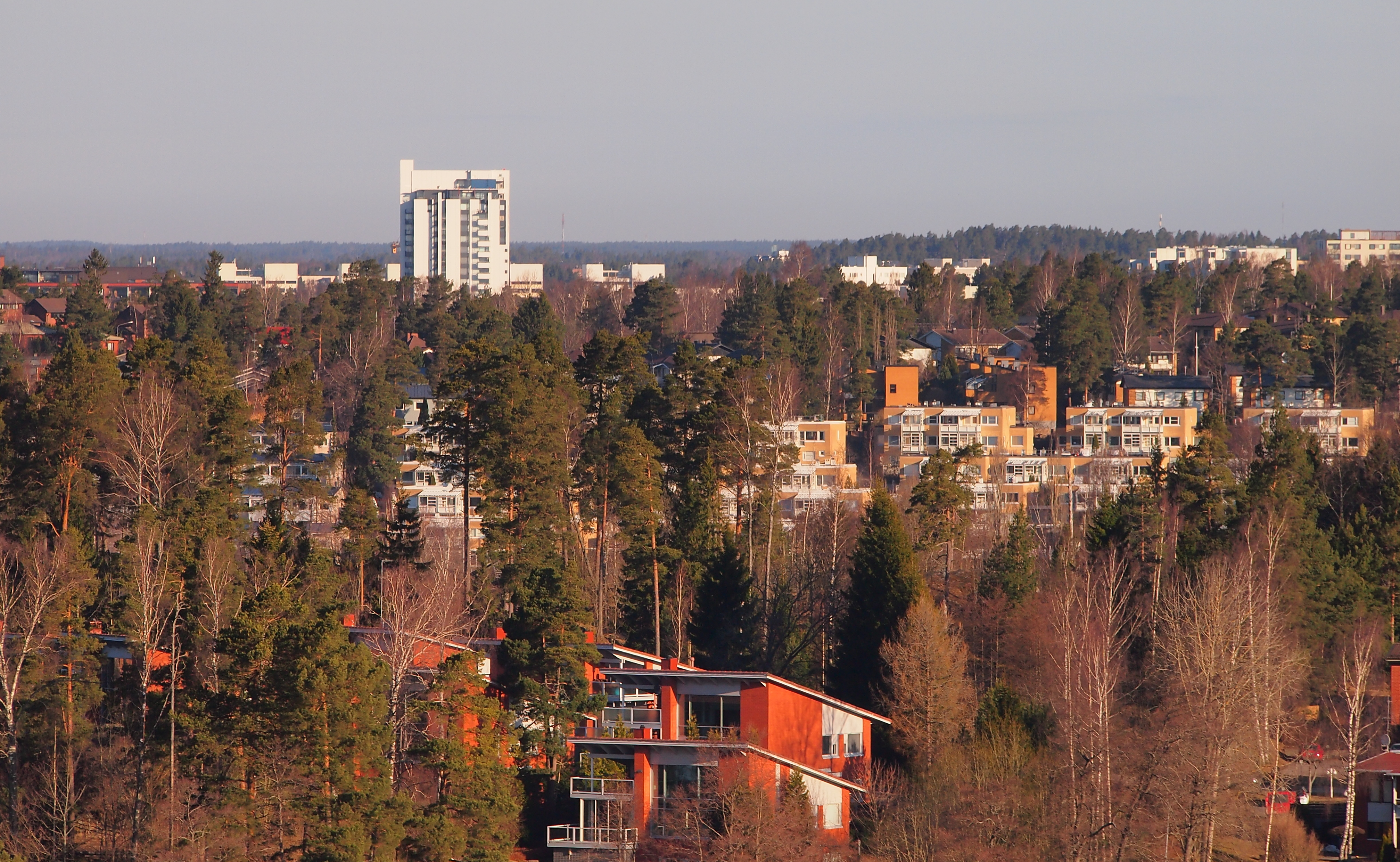
Eine Aussicht vom südwestlichen Teil der Region Helsinki: Espoonlahti liegt ca. 20 Kilometer von der Innenstadt Helsinki entfernt.

Region Helsinki (finnisch Helsingin seutu, schwedisch Helsingforsregionen) und Hauptstadtregion (finnisch Pääkaupunkiseutu, schwedisch Huvudstadsregionen) sind Bezeichnungen für den Ballungsraum in und um die finnische Hauptstadt Helsinki. Die Region liegt in der Landschaft Uusimaa am Finnischen Meerbusen, der ein Teil der Ostsee ist.
Die beiden Regionsbegriffe sind durch klar formulierte Grenzen definiert. Sie dienen als Verwaltungseinheiten und als statistische Einheit, werden aber auch in der Alltagssprache verwendet.

## Hauptstadtregion(Pääkaupunkiseutu / Huvudstadsregionen)
Zur Hauptstadtregion gehören die Städte Helsinki, Espoo, Vantaa und Kauniainen. In ihr leben rund 1,1 Millionen Einwohner und sie ist ein wichtiger Ballungsraum, in den jährlich 8.000 bis 10.000 neue Einwohner ziehen. Die Region hat eine Grundfläche von 765 km². Dies entspricht nur 0,2 % der Fläche Finnlands; darauf lebt jedoch rund ein Fünftel aller Einwohner des Landes. Die Bevölkerungsdichte ist für nordeuropäische Verhältnisse recht niedrig, für Finnland aber sehr hoch. Es gibt dennoch viele Grünflächen außerhalb der Stadtzentren; sie sind immer wieder von Hochhaus- oder Einfamilienhaus-Siedlungen, Industrie- und Bürokomplexen und großzügigen Verkehrswegen durchsetzt.
Die Hauptstadtregion ist Finnlands größtes urbanisiertes Gebiet und bildet das wirtschaftliche, kulturelle und wissenschaftliche Zentrum des Landes. Acht der zwanzig finnischen Universitäten und die Hauptniederlassungen der meisten großen Unternehmen liegen in der Region, ebenso der Hauptflughafen des Landes, Helsinki-Vantaa.
Die zentrale Verwaltungsbehörde der Hauptstadtregion ist der Regionalverband (Pääkaupunkiseudun yhteistyövaltuuskunta / Huvudstadsregionens samarbetsdelegation), der sich unter anderem um die Abfallwirtschaft und den regionalen Personennahverkehr kümmert. Nach Schätzungen wird das Wachstum der Region um das Jahr 2030 bei rund 1,2 Millionen Einwohnern stagnieren. Die vier Städte bilden faktisch eine große Metropole, jedoch sind alle vier selbständige Städte.

## Region Helsinki(Helsingin seutu / Helsingforsregionen)
Die Hauptstadtregion bildet zusammen mit den angrenzenden Gemeinden Hyvinkää, Mäntsälä, Pornainen, Järvenpää, Kerava, Kirkkonummi, Nurmijärvi, Sipoo, Tuusula und Vihti die Region Helsinki. Da diese Gemeinden alle in der Nähe der Hauptstadtregion liegen, spielt sich das Berufs- und Alltagsleben über die Gemeindegrenzen hinaus ab. Diese Gemeinden sind nicht Mitglieder des Regionalverbands YTV, Kerava und Kirkkonummi werden diesem jedoch in naher Zukunft beitreten.
Die Region Helsinki hat heute fast 1,4 Millionen Einwohner, im Jahr 2025 werden es Berechnungen zufolge 1,5 Millionen sein. 1975 betrug die Einwohnerzahl 904.670. Rund 21 % der Einwohner der Region Helsinki leben in den Randgemeinden außerhalb der Hauptstadtregion. Der jährliche Bevölkerungszuwachs beträgt 1,3 %.
Die Zentren der Region sind über den Schienennahverkehr in der Region Helsinki und ein leistungsfähiges Regionalbusnetz untereinander und mit der Hauptstadt verbunden.
Weitere Bezeichnungen für die Region Helsinki sind Großraum Helsinki oder Helsinki Metropolitan Area.